# Nordwind Festival
Das Nordwind Festival ist ein Festival für Performance, Tanz, Theater, Musik und bildende Kunst aus den nordischen und den baltischen Ländern. Es wurde 2006 in Berlin gegründet und findet seit 2007 alle zwei Jahre statt. Das Festival 2013 fand im Hebbel am Ufer (HAU) in Berlin, auf Kampnagel in Hamburg und im Festspielhaus Hellerau in Dresden statt. 2015 kamen die Sophiensæle und die Dampfzentrale Bern hinzu.
Das Festival hat Partner in Berlin und Hamburg, unter anderem die Volksbühne Berlin, KW und Kampnagel Internationale Kulturfabrik.

## Geschichte
Im November 2018 widmete sich NORDWIND in einer ersten allumfassenden Ausstellung, einer Lesung, einem Gespräch und einem Konzert dem breitgefächerten Werk Madame Nielsens als Kooperation mit dem Literaturhaus Berlin.
2019 weitete NORDWIND seine internationalen Kooperationen über die Grenzen Skandinaviens und die nordischen Länder hinaus. Bei dem vom 5. bis 15. Dezember 2019 auf Kampnagel stattfindenden Festival waren Künstler aus Frankreich, Finnland, Dänemark, Norwegen und den USA vertreten.
2019 und 2020 fand das dreiteilige Projekt „Women in Battle“ in Kooperation mit dem Literaturhaus Berlin statt, welches seinen Fokus auf weibliche Stimmen in der Literatur hatte, hier insbesondere in einem Tandem norwegischer und deutscher Autoren und Performern. Der dritte Teil fand 2020 in Kooperation mit dem Gastland 2020/2021 der Frankfurter Buchmesse Kanada statt.
2019 gab es zudem eine Kooperation mit dem Babylon Kino Berlin Tromsø International Filmfestival und der Berlinale. „Pathfinder-Ofelas“ (1987) war der erste Kinofilm, der gänzlich in einer samischen Sprache gedreht wurde. Er wurde zum ersten Mal einem deutschen Publikum im Rahmen dieser Kooperation präsentiert. Der Film erhielt 1988 den Oscar.
2020 traf die Pandemie auch viele Aktivitäten von NORDWIND, nichtsdestotrotz wurde ein mehrteiliges Projekt in der Lausitz initiiert, welches in eine Kunstrecherche, einen deutsch-polnischen Austausch und einen Dokumentarfilm mündete. LausitZukunft porträtiert anhand diverser Formate eine Region im Umbruch, welche sich neu erfinden muss. Das Projekt wird von dem Ministerium für Finanzen und für Europa in Brandenburg unterstützt.
Vom 1. bis 13. Dezember 2021 fand das biennale NORDWIND Festival auf Kampnagel statt. Zum ersten Mal gestaltete ein Gremium aus fünf Experten das Programm maßgeblich mit, welches sich Strategien und Chancen einer sanften Neuordnung widmete, mit einem Fokus auf die LGBTIQ+, BIPoC und Black Community und inklusive Produktionsformate.
Am 16. Dezember 2021 hatte die Produktion „Orpheus und Eurydike-The Orphic Cycles“ am Theater Freiburg Premiere in der Regie und Choreografie von Erna Ómarsdóttir mit der Musik von Skuli Sverrisson und Valdimar Johannsson der Bühne von Gabriela Fridriksdottir und mit einem gemischten Ensemble Freiburger Schauspieler und Tänzer der Iceland Dance Company. Vom 27. bis 29. Januar 2022 wird die Produktion auf Kampnagel Hamburg zu sehen sein und nach weiteren Vorstellungen in Freiburg im Februar und März 2022, 2022/2023 auf Gastspiel Tournee gehen.

## Themenschwerpunkte

### Orpheus und Eurydike - The Orphic Cycles (2021–2023)
Mit einem gemischten Ensemble aus Freiburger Schauspielern und Tänzern der Iceland Dance Company kreierte die isländische Choreografin Erna Omarsdottir eine radikale Neuinterpretation des Stoffes.
Eine Kooperation von NORDWIND dem Theater Freiburg, der Iceland Dance Company und Kampnagel Hamburg.

### Soft Utopia (2021)
Im Mittelpunkt des Festivals stehen Perspektiven von Schwarzen und BIPoC, behinderten und nicht-behinderten Menschen und solche von Vertretern der LGBTQIA+-Szene, die den hegemonialen Blick auf darstellende Kunst herausfordern und transformieren. Der Titel Soft Utopia steht einerseits für Forderungen nach einem Wandel – der Welt, des Kunstmarktes, der Gesellschaft – in Bezug auf Deutungshoheiten, Machtgefüge und strukturelle intersektionale Diskriminierung, andererseits für die Strategie der Softness, der Weichheit, mit der diese Veränderungen beharrlich und nachhaltig in der ggf. notwendigen und möglichen Art und Weise angegangen werden müssen.

### LausitZukunft (2020–)
Ein Kunstrechercheprojekt mit dem norwegischen Künstler Lars Ø Ramberg ein Dokumentarkurzfilm mit der Regisseurin Sylvie Kürsten und ein deutsch-polnischer Austausch mit Schloss Trebnitz.

### Women in Battle (2019–2020)
Ein dreiteiliges Projekt in Kooperation mit dem Literaturhaus Berlin der norwegischen Botschaft und der Frankfurter Buchmesse 2020/2021. Das Projekt stellte teils vergessene Autoren in diversen Formaten von der klassischen Lesung über die Installation bis hin zu performativen Raumparcours vor.

### The Pathfinder (2019)
Präsentation des bahnbrechenden Werkes The Pathfinder von 1987 in der Regie von Nils Gaup. Der Film erhielt den Oscar in der Kategorie bester ausländischer Film.

### Exploring Blankness (2019)
Unter Thema »Exploring Blankness« widmete sich das NORDWIND Festival 2019 vom 5. bis 14. Dezember auf Kampnagel in Hamburg der Frage, welche Konsequenzen und Potenziale die Vierte Feministische Welle für die Geschichte und Praxis eines Feminismus in Europa hat.

### A Madame Nielsen Evening (2018)
Eine Ausstellung, Lesung mit Sabin Tambrea und Madame Nielsen, ein Gespräch in der Moderation von Julia Encke und ein Konzert mit den Nielsen Sisters

### Songs of a melting iceberg - displaced without moving (2017/2018)
Das Projekt widmet sich einer vielschichtigen, innovativen und zeitgenössischen Identitätsdefinition, durch einen Zusammenschluss arktischer, nordischer und afrikanischer Kunst und Performance Positionen, die sich im Spannungsbogen zwischen tradierten und zeitgenössischen Ausdrucksformen befinden.

### Novy Mir (2017/2018)
Die russisch-deutsche Talkreihe „Novy Mir / Neue Welt“ hat sich zum Ziel gesetzt, die Tradition utopischer Science Fiction wieder zu beleben, bei der festgefahrene Probleme auf dem Planeten Erde zwischen verschiedenen Interessengruppen von einer imaginierten Perspektive weit draußen verhandelt werden können.

### Balagan – Zones of Resistance (2015)
Thematischer Schwerpunkt der sechsten Festival-Ausgabe 2015 war die Beziehung zwischen Europa und Russland. Unter dem Titel „Balagan – Zones of Resistance.“ warf das Festival in diesem Jahr Blick auf die östlichen Nachbarn, auf Russland und weitere Länder der ehemaligen Sowjetunion.

### Urban Species (2014)
Eingeladen wurden 12 Künstlergruppen ihre unterschiedlichen Ansätze und Positionen zu den Themen Urbanität, Modernität, Technologie versus Natur, Instinkt und Bedürfnis in Berlin und Hamburg vorzustellen.

### Ikearopa (2013)
Ikearopa - Kritische Perspektiven auf europäische Identität ist der Titel eines Themenschwerpunktes an der Schnittstelle von Kunst, Wissenschaft und Gesellschaftspolitik, der im Kontext des Norwinds Festivals 2013 in Hamburg, Berlin und Dresden durchgeführt wurde.

### Nordwind 2011
2011 lag der programmatische Fokus auf der lebendigen und vielfältigen finnischen Kunst- und Kulturszene.

## Rezeption und Kritiken

### Allgemein
„Das Publikum von Nordwind, oft jung, mehrsprachig, hat das auch zu schätzen gewusst: nicht durchformulierten Ergebnissen, sondern dem Entwerfen von Konzepten und den Suchbewegungen beizuwohnen, wo es denn hingehen kann mit der Kunst.“

„Von besonderer Aktualität und nichts für schwache Nerven ist die Retrospektive Figures of Silence des russischen Aktivisten und Performers Pjotr Pawlenski“

„Spektakuläre Kunstaktion von Andrey Kuzkin in Hamburg“

„Wer überlebt die Apokalypse? Brillantes Gastspiel der Iceland Dance Company am Nordwind-Festival in Bern“

sowie zur „BALAGAN!!!“-Ausstellung in Berlin:

„Ein verzweifelter Befund der Wirklichkeit, ein Rückblick auf gescheiterte Utopien, ein Kasperletheater der Mächtigen …“

„In der Retrospektive des russischen Travestiemeisters Vladislav Mamyshev-Monroe herrschen Lust und Chaos. Weder Geschlecht, Gender, Alter oder sexuelle Identität werden irgendeinem Gesetz untergeordnet. Alles fließt ineinander und lässt den postkommunistischen Raum so frei, antiautoritär, unorthodox und voller Humor erscheinen, wie wir ihn sonst nie sehen.“

Christine Wahl schrieb in der Zeitung Der Tagesspiegel zum Nordwind-Festival 2013:

„Okay ist nie genug – Das Festival, das bereits in fünfter Auflage nordeuropäische Kunst – Performance, Musik, Malerei – nach Deutschland holt, ist derart erfolgreich, dass es 2013 erstmals nicht nur in Berlin, sondern in zwei weiteren Städten stattfindet. Nach der Dresdner Eröffnung macht es ab Mittwoch Station im Berliner HAU und zieht dann weiter nach Hamburg.“

Zum Festival 2011 schrieb die Welt am Sonntag:

„Von einem kleinen 2006 in Berlin gegründeten Festival hat sich Nordwind in seiner vierten Ausgabe zur größten Plattform des Austauschs zwischen skandinavischen, baltischen und deutschen Künstlern entwickelt […]“

Anne Peter schrieb in der zitty, dass das Festival

„sich nicht einfach als Repräsentations-Schaufenster für das Theater der nordischen Länder versteht. Vielmehr bringt die künstlerische Leiterin Ricarda Ciontos immer wieder instinktsicher Theatermacher nach Berlin, die ob ihrer Radikalität und Konsequenz sowie dem Mut zum Pathos selbst die vermeintlich abgebrühten Hauptstadtkulturgänger bei den Eingeweiden packen.“

## Mitwirkende Künstler

### 2024
Elle Sofe Sara, Valgeir Sigurðsson, Benjamin Abel Meirhaeghe, Elisabeth Klinck, Sidi Larbi Cherkaoui, Rykena/Jüngst, Vanessa Nakate, Sonya Lindfors, Harald Beharie, Hanin Georgis, Yolanda Gutiérrez, Kajan Luc, Jascha Kretschmann, AFIA, DJ Shuwana, Waseem Alsharqi, Abdalrahman Alqalaq, Sandra Kolstad, Zandile Darko, Therese Ramstedt, STUDIO NOCLIP, NEKO3

### 2021
Vanasay Khamphommala, Theophile Debius, Carita Abell, Duduzile M. Mathonsi, Andreas Constantinou, Lars Werner Thomsen, Mable Preach, Michael Turinsky, Danny Banany, Don Jegosah, One Mother, Sindri Runnude, Sepideh Khodorahmi, Marvil Iglesias, Am Ertl, Iki Gonzalez, Ellen Söderhult, Michael Turinsky, Claire Cunningham, Ursina Tossi, Zamalisa Mdoda, Thomas Prestø, Ewe Benbenek, Sheba Wiafe, Ajayini Sathyan, Verena Brakonier, Electa W. Behrens, Stefan Andersson, Jada, Sidney Frenz, Bilal W. Gaidenko, House of Brownies, Isaac Gordon jr, Saliou, Obed Owusu, Dennis Stoecker, Erna Omarsdottir, Valdimar Johannsson, Skuli Sverrirsson, Gabriela Fridriksdottir, Olöf Arnalds, Henry Meyer, Jana Horstmann, Mateja Meded, Bjarni Jonsson, Felix Urbina Alejandre, Thieß Brammer, Victor Calero, Una Björg Bjarnadottir, Stefanie Mrachacz, Ho-Ching Charmene Pang, Saga Siguradottir.

### 2020
Jeannine Masika Lukusa, Synnove Persen, Roskva Koritzinsky, Cris Derksen, Silla and Rise, Canisia Lubrin, Josephine Bacon, Shelly Kupferberg, Lars Ø Ramberg, Sylvie Kürsten.

### 2019
Sonya Lindfors, Erna Omarsdottir, Halla Olafsdottir, Ballett-Ensemble des Gärtnerplatztheaters München, Jenny Hval, Rebecca Chaillon, Madame Nielsen, Samlingen, Lisa Lie, Lauren B.Holstein, One Mother, Mable Preach, Gunilla Lind Danse Theatern, Amanda Apetera, Liv Strömquist, Nils Gaup,fx trouble, Ingvild Lothe, Marta Breen, Sofia N. Srour, Nancy Herz, Anne Tismer, Dr. Barbara Fruth, Dagny Juel.

### 2018
Madame Nielsen, Simon Toldam, the Nielsen Sisters, Sabin Tambrea, Julia Encke.

### 2017
Lilibeth Cuenca Rasmussen, Michele Magema, Constanza Macras, Adham Hafez, Syiowa Kiambi, Athi-Patra Ruga, Markus Öhrn, Laakuluk Williamson Bathory, Laurent Chetouane, Vincent Sekwati Koko Mantsoe, Ivalo Frank, Jessie Kleemann, Qudus Onikeku, Arnbjörg Danielsen, Josef Tarrak Petrussen, Jimi Tenor, Kabu Kabu, Marja Helander, Jacob Remin, Dafna Maimon, The Other Eye of the Tiger, Mikaela Lundahl, Jonas Tinius, Frederikke Hansen, Siegmar Zacharias, Ibrahim Mahama, Christine Frentz, Lana Hansen, Konstantin Bogomolov, Stefan Kaegi, Sergej Newski, Manuel Muerte, Christoph Twickel.

### 2015
Beim Festival 2015 waren folgende Künstler mit dabei:
Berstad / Helgebostad / Wigdel, Ulu Braun, Stefano Corso, Ludwig Daae, Anna von Hausswolff, Arve Henriksen, Iceland Dance Company, Martyn Jacques, Damien Jalet, Olga Jitlina, Valdimar Jóhannson, Krasnaya Shpana, Andrey Kuzkin, Dario-Jacopo Laganá, Lisa Lie, Andreas Liebmann, Marcus Lindeen, Aloun Marchal, Mungo Park + Eventministeriet, Joanna Nordahl, Stina Nyberg, Mary Ocher, Tilman O’Donnell, Erna Ómarsdóttir, Michail Patlasow, Pjotr Pawlenski, Elina Pirinen, Roger Sala Reyner, Oleg Soulimenko, Andrej Sowlatschkow, Supersilent, Cecilie Ullerup Schmidt, Simon Tanguy, Verdensteatret, Yxus Ensemble.

### 2014
Beim Festival 2014 waren folgende Künstler mit dabei:
Alpo Koivumäki, Boris Vormann, Club Real, Daniel AlmgrenRecén, deufert&plischke, Fiksdal / Langgård / Becker, Invisible Playground, Johan Forsman & Johan Rödström, Jule Flierl, Kalervo Palsa - Patrick Raddatz, Other Spaces Live Art Collective, Poste Restante, raumlaborberlin, Reich+Szyber, Studierende der HfbK, Tuija Kokkonen Maus&Orlovski

### 2013
Beim Festival 2013 waren folgende Künstler mit dabei:
A Rose is/Julian Klein, Ólafur Arnalds, Thomas Dybdahl, Charlotte Engelkes, Ingri Midgard Fiksdal, Margrét Sara Guðjónsdóttir, Alvis Hermanis, Mette Ingvartsen, Eemil Karila, Mart Kangro, Sandra Kolstad, Oskaras Koršunovas, David Lagercrantz, Ljodahått, MANKIND, Mondayjazz, Morten Nielsen, Oblivia, Agnes Obel, Erna Ómarsdóttir, Kalervo Palsa, Verk Produksjoner, Cabaret Rhizome, Egill Sæbjörnsson, Valters Silis, Alma Söderberg, The Nielsen Movement, Juha Valkeapää, Kris Verdonck

### 2011
Beim Festival 2012 waren folgende Künstler mit dabei:
Kjersti Skomsvold, Susanna Alakoski, Steinunn Sigurdadóttir, Trine Dyrholm, Daniel Proietto, Valdimar Johansson, Dakhabrakha, Elmer Bäck/Andreas Catjar, Peter Wivel, Nordic by Nature, ÖFA, TAIVEX, Jared Gradinger, Angela Schubot, Emelie Garmén, Eliisa Erävalo, Halla Ólafsdóttir, Von Krahl Theater

## Pressestimme
„solidarisch und atemberaubend cool“

„Urlaub fürs Gehirn … ein Trashical … Und das macht richtig Spaß!“